# Can Rial (Esparreguera)
Can Rial és un edifici del municipi d'Esparreguera (Baix Llobregat) inclòs en l'Inventari del Patrimoni Arquitectònic de Catalunya. És una casa composta per diferents cossos amb planta baixa, un pis i golfes. Les obertures són allindanades i les cobertes a dues aigües.